# Phare d'Old Hunstanton
Le phare d'Old Hunstanton était un phare situé dans le village côtier d'Old Hunstanton, dans le comté du Norfolk en Angleterre. Il est inactif depuis 1921 et est devenu une résidence privée.
Ce phare fut géré par le Trinity House Lighthouse Service à Londres, l'organisation de l'aide maritime des côtes de l'Angleterre, jusqu'en 1921.
Il est maintenant protégé en tant que monument classé du Royaume-Uni de Grade II depuis 1984.

## Histoire
La première lumière a été établi en 1665 sur la chapelle St Edmund qui avait été construite en 1272. Un phare en bois a brûlé en 1777 et a été remplacé l'année suivante par un autre phare en bois. Ce premier phare avait un feu alimenté par un panier de fer contenant du charbon incendescent. Le deuxième feu fut l'un des premiers phares avec une lampe à huile. Le phare d'Hunstanton a reçu en premier au monde un réflecteur parabolique qui avait été construit sur place en 1776.
Trinity House a acquis la station légère en 1837 et a construit le phare actuel en 1840. C'est une tour cylindrique en brique de 19 m de haut attenante à une maison de gardien de 2 étages. Le bâtiment est totalement peint en blanc.
Le phare actuel a cessé de fonctionner en 1922. Depuis il a été converti en une résidence privée. Après sa désactivation, les propriétaires ont construit un étage circulaire supplémentaire pour remplacer la lanterne originale. En 2007, le propriétaire a revendu la propriété. En 2016 la propriété a été achetée par L&J Leisure et remise à neuf pour de la location à la semaine.
Identifiant : ARLHS : ENG-056 .
|                       |
| Phare entre 1890-1900 |

|                    |
| Chapelle St Edmund |

### Lien connexe
- Liste des phares en Angleterre